# Денмарк (Айова)
Денмарк (англ. Denmark) — переписна місцевість (CDP) в США, в окрузі Лі штату Айова. Населення — 425 осіб (2020).

## Географія
Денмарк розташований за координатами 40°44′3″ пн. ш. 91°20′18″ зх. д. / 40.73417° пн. ш. 91.33833° зх. д. (40.734170, -91.338454).  За даними Бюро перепису населення США в 2010 році переписна місцевість мала площу 4,31 км², з яких 4,30 км² — суходіл та 0,01 км² — водойми.

## Демографія
Згідно з переписом 2010 року, у переписній місцевості мешкали 423 особи в 183 домогосподарствах у складі 119 родин. Густота населення становила 98 осіб/км².  Було 192 помешкання (45/км²).
Расовий склад населення:
| - 99,5 % — білих - 0,2 % — корінних американців |

До двох чи більше рас належало 0,2 %. Частка іспаномовних становила 0,5 % від усіх жителів.
За віковим діапазоном населення розподілялося таким чином: 22,7 % — особи молодші 18 років, 57,0 % — особи у віці 18—64 років, 20,3 % — особи у віці 65 років та старші. Медіана віку мешканця становила 42,7 року. На 100 осіб жіночої статі у переписній місцевості припадало 93,2 чоловіків;  на 100 жінок у віці від 18 років та старших — 92,4 чоловіків також старших 18 років.
Середній дохід на одне домашнє господарство  становив 51 264 долари США (медіана — 40 833), а середній дохід на одну сім'ю — 60 329 доларів (медіана — 53 542). Медіана доходів становила 29 519 доларів для чоловіків та 38 214 долари для жінок. За межею бідності перебувало 12,0 % осіб, у тому числі 31,6 % дітей у віці до 18 років та 7,9 % осіб у віці 65 років та старших.
Цивільне працевлаштоване населення становило 179 осіб. Основні галузі зайнятості: освіта, охорона здоров'я та соціальна допомога — 25,1 %, виробництво — 16,8 %, фінанси, страхування та нерухомість — 13,4 %, будівництво — 13,4 %.